# Tanzania na Letnich Igrzyskach Olimpijskich Młodzieży 2010
Tanzanię na Letnich Igrzyskach Olimpijskich Młodzieży 2010 w Singapurze reprezentowało 4 sportowców w 2 dyscyplinach.

## Skład kadry

### Lekkoatletyka
Chłopcy:
- Mwita Kopiro Marwa - bieg na 3000 m - 6 miejsce w finale

Dziewczęta:
- Neema Emanuel Sule - bieg na 3000 m - 14 miejsce w finale

### Pływanie
- Adam David Kitururu
  - 50 m st. dowolnym - 46 miejsce w kwalifikacjach
- Mariam Muhammad Ali Foum
  - 50 m st. dowolnym - 47 miejsce w kwalifikacjach